# Агостињо Фортес Фиљо
Агостињо Фортес Фиљо (9. септембар 1901 - 2. мај 1966)  био је бразилски фудбалер. Био је члан бразилске екипе ФИФА Светском првенству 1930. и освојио је два јужноамеричка првенства (1919, 1922). 

## Биографија
Агостино је рођен у Рио де Жанеиру, у породици Фортес - отац: Агостињо Аудемаро Лара Фортес и мајка: Алзира Акациа де Мариз Сарменто. Имао је 13 година када му је мајка преминула. Започео је каријеру када је имао само 16 година. У години у којој је дебитовао у фудбалу, освојио је и своју прву титулу, првенство Campeonato Carioca из 1917. године. Поред 1917. године, освојио је са клубом још три првенства, 1918, 1919 и 1924. Уз бразилски тим, освојио је два првенства Јужне Америке, у годинама 1919. и 1922, а уз то је био део тима који је играо Светско првенство 1930. године у Уругвају. На месту везног играча Фортес је играо за Флуминенсе од 1917. до 1930. године, са 230 утакмица и 16 голова.

## Титуле и награде

### Клуб
- Campeonato Carioca (4):

Флуминенсе: 1917, 1918, 1919, 1924

### Националне
- Јужноамеричко првенство (2):

Бразил: 1919, 1922